# معتمدية عين دراهم
معتمدية عين دراهم إحدى معتمديات الجمهورية التونسية، تابعة لولاية جندوبة.

### مواضيع ذات علاقة
- ولاية جندوبة.